# Никольские
 Никольские  — деревня в Шарангском районе Нижегородской области в составе Большерудкинского сельсовета.

## География
Расположена на расстоянии примерно 11 км на юго-восток по прямой от районного центра посёлка Шаранга.

## Топоним
Никольский (1905),

## История
Известна с 1905 года как починок Никольский, где было дворов 33 и жителей 231, в 1926 (уже деревня Никольский) 56 и 248, в 1950 57 и 212.

## Население
| 2002 | 2010 |
| ---- | ---- |
| 17   | ↘4   |

Постоянное население составляло 17 человек (русские 94 %) в 2002 году, 4 в 2010.